# Chiesa dei Santi Rocco e Sebastiano e congrega del Rosario
La chiesa dei Santi Patroni Rocco e Sebastiano e la congrega del Rosario costituiscono un complesso di due edifici contigui che si affacciano sulla piazza San Rocco nel comune di Siano, in provincia di Salerno e arcidiocesi di Salerno-Campagna-Acerno.

## Struttura
I due edifici sono nati entrambi come congreghe: quella minore della santa Madonna del Rosario è posizionata sulla destra di chi guarda, quella maggiore dei santi Rocco e Sebastiano sulla sinistra.
L'edificio principale è oggigiorno dedicato a due dei tre santi che la tradizione popolare indica come protettori di Siano (il terzo è san Vito) e sorge sul luogo ove in antichità era situato il tempio cristiano cinquecentesco in onore di san Sebastiano, primo protettore di Siano in ordine cronologico. Alla destra delle due congreghe e separato da esse svetta maestoso il campanile.
La congrega del Rosario è posizionata su di un piano verticale arretrato rispetto alla chiesa parrocchiale e al campanile, che considerando la scalinata di piedistallo è il più avanzato di tutti, ed è dotata di un oratorio sopra l'aula ecclesiale a cui si accede mediante una scala dal retro. La facciata dell'edificio principale è d'impronta neoclassica tardo settecentesca, a due ordini con paraste con un unico ingresso monumentale che introduce nella unica navata principale.
La pianta della chiesa è a croce latina, lunga circa 40 m e ampia 17 m nel punto più largo (il transetto), 9 m nella navata, mentre la cupola affrescata, progettata dall'architetto Calvanese, misura circa 18 m. Il transetto poggia su un'antica cripta-ossario appartenente alla originale matrice cinquecentesca del luogo sacro, unica testimonianza rimasta di architettura tipicamente “ipogea”.
La struttura è nota anche come chiesa madre e fu costruita al centro della cittadina tra il 1756 e il 1785 sul sito della preesistente cappella dei due santi. Il campanile, posto alla destra dei due edifici, fu distrutto dal terremoto del 1857 e ricostruito nell'aspetto attuale l'anno seguente, ad opera dell'architetto salernitano Michele Santoro.

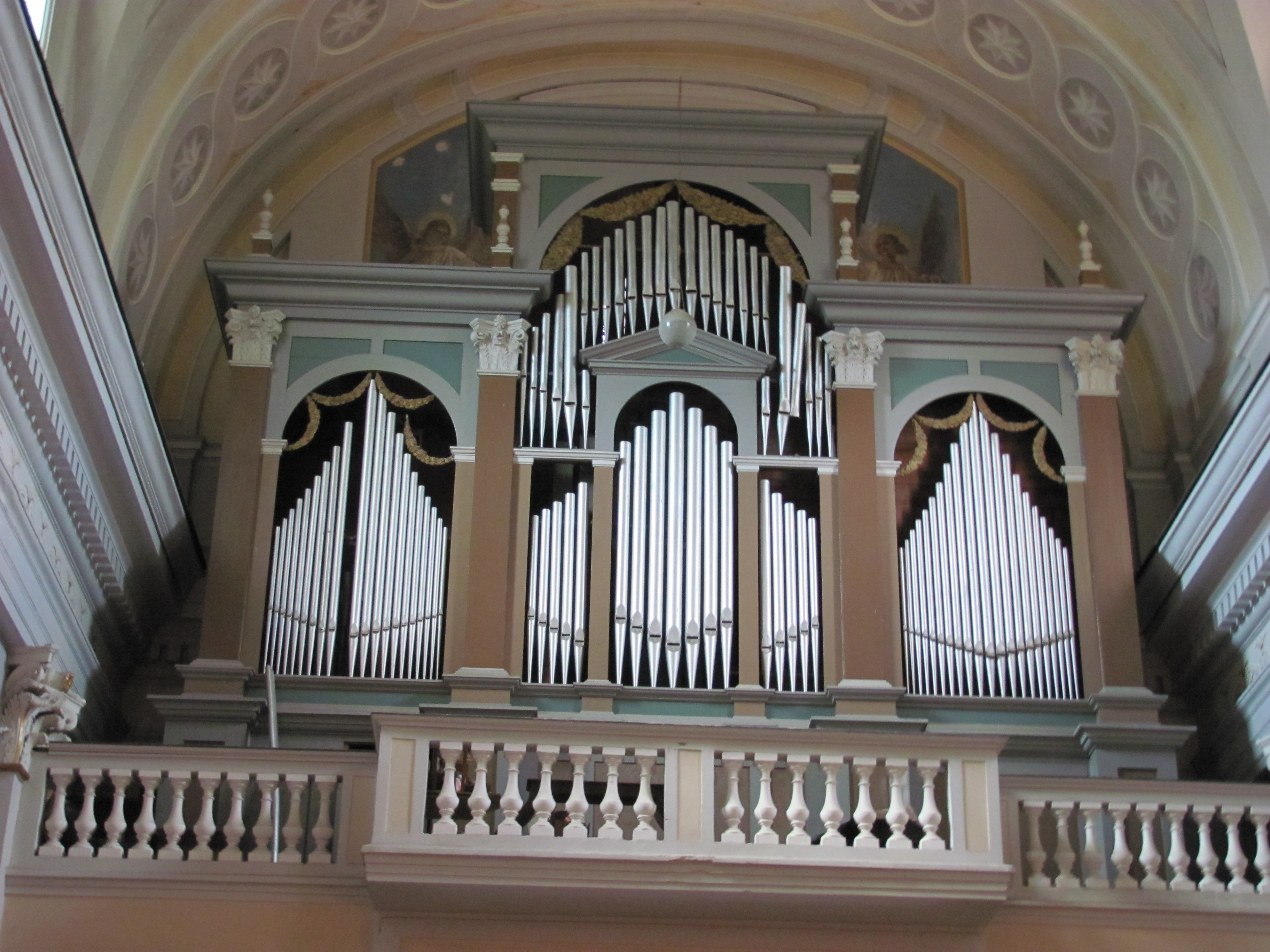
Organo a canne

Il 12 gennaio 1936 fu inaugurato l'organo a canne, realizzato e completato per la parte centrale nel 1935 dalla ditta di costruttori di organi dei fratelli Gaspare e Michele Schimicci da Formia. L'organo di Siano è una delle rare realizzazioni firmate dal solo Michele Schimicci, è basato sulle idee foniche d'avanguardia di padre Mariano Jaccarino (monaco benedettino originario di Sant'Agnello di Sorrento e organista dell'abbazia di Montecassino oltre che docente del Pontificio istituto di musica sacra) ed è considerato uno dei più belli dell'artista. Esso fu costruito col notevole contributo degli artigiani locali: i falegnami, sotto la direzione di Pasquale Ungaro e Carmine Leo, costruirono l'enorme cassa armonica per contenere fino a 2000 canne, mentre le maestranze locali, sotto la guida di Carmine Botta, allargarono e ridecorarono il soppalco del coro per ospitare questo strumento musicale.
Le porte interne della chiesa, in mogano, furono aggiunte nel 1969 ad opera degli artisti locali Rocco Leo e figli.

## Restauri
La chiesa ha subito nel tempo diversi restauri, il più recente dopo il Terremoto dell'Irpinia del 1980. Grazie all'impegno dell'allora sindaco, Luigi Tenore, e del parroco, don Gioacchino Illiano (divenuto poi vescovo della diocesi di Nocera-Sarno), e dell'attuale parroco, don Crescenzo Aliberti, i lavori di restauro si conclusero in soli 5 anni. Tra gli interventi più importanti, ricordiamo il lavoro di Raffaele Picarella che restaurò gli squisiti dipinti e le statue lignee e la ri-armonizzazione dell'organo. Quest'ultimo intervento fu effettuato da Giuseppe Schimicci, figlio di un fratello minore dei due fratelli Schimicci che lo avevano costruito, restauratore egli stesso degli organi prodotti dalla famosa ditta di famiglia. Schimicci sostituì la trasmissione pneumatica con una trasmissione elettrica e rimosse il caratteristico oboe 8' dell'espressivo introducendo un registro di mutazione. La chiesa fu riaperta solennemente al culto il 3 agosto 1985 dall'allora vescovo di Salerno Guerino Grimaldi.

## Opere custodite
Fra le maggiori opere custodite dalla chiesa di San Rocco e San Sebastiano sono da menzionare le seguenti, alcune delle quali già citate negli inventari napoleonici delle opere d'arte del salernitano:
- gli altari patronali;
- la vecchia fonte battesimale;
- una serie di tele di fine Settecento (1794) tra cui due di Costantino Desiderio, pittore di fine XVIII secolo nativo di Angri, note come "Madonna delle Grazie con le anime del purgatorio" e "Sant'Antonio da Padova con Madonna e Bambino": le tele originali erano quattro, ma due sono andate definitivamente perdute;
- l'altare maggiore nel presbiterio con alle spalle l'affresco del 1794 che rappresenta la "Vergine in Gloria con san Rocco e Sebastiano", opera del pittore napoletano Michelangelo Iannacci;
- la statua lignea settecentesca di san Rocco e le statue degli altri santi, che vengono portate tutte in processione durante la festa del patrono  san Rocco in agosto;
- la cripta per i defunti.